# نورمان فريدريك تشارلز الثالث
نورمان فريدريك تشارلز الثالث (بالإنجليزية: Norman Frederick Charles III)‏ هو مصارع رياضي أسترالي، ولد في 1936.

## وصلات خارجية
- الموقع الرسمي